# Albert Huybrechts
Albert Huybrechts (Dinant, 12 februari 1899 - Brussel, 21 februari 1938) was een Belgisch componist.

## Levensloop
Hij was zoon van contrabassist Joseph-Jacques Huybrechts. Huybrechts studeerde aan het Koninklijk Conservatorium in Brussel, waar hij onder meer Joseph Jongen en Ernest Closson als leraren had. Hij zou van oorsprong hoboïst worden, maar keerde zich naar compositie. Op de grens van 1937 en 1938 werd hij door Jean Absil aangesteld als leraar aan genoemd conservatorium. Hij stierf vrij jong aan nierfalen.

## Werken
Zijn muziek wordt ingedeeld bij de Waalse School; sommige van zijn werken stralen pessimisme uit, maar hebben ook vlagen van melancholie. Het vertoonde in eerste instantie invloeden van Guillaume Lekeu, maar kreeg in de loop der jaren een eigen karakter.
Toneelmuziek
- Agamemnon (naar Aeschylus), voor tenor, bariton, mannenkoor en orkest (1932–1933)

Orkestmuziek
- David, Symfonisch gedicht (1923)
- Poème féerique (1923)
- Serenade in drie delen (1929)
- "Chant d'angoisse" (1930)
- Nocturne (1931)

Concertante muziek
- "Chant funèbre", een werk voor cello en orkest, met pianoversie voor cello en piano (1926)
- Concertino voor cello en orkest (1932)

kamermuziek
- Strijkkwartet nr 1 (1924)
- Sonate voor viool en piano (1925), waarmee hij de Coolidge-prijs in Washington behaalde.
- Trio voor dwarsfluit, viool en piano (1926)
- Strijkkwartet nr 2 (1927)
- Sextuor (Pastorale) voor 2 fluiten, hobo, klarinet, hoorn en fagot (1927)
- Suite voor fluit, hobo, klarinet, hoorn, fagot en piano (1929)
- Divertissement voor blazers en slagwerk (1931)
- Pastorale voor cello of viola da gamba en piano (1934)
- Sonatine voor fluit en viool (1934)
- Pianotrio (1935)
- Kwintet voor blazers (fluit, hobo, klarinet, hoorn en fagot (1936)
- "Aesope" voor strijkkwartet

Orgel
- Choraal (1930)

Piano
- Sicilienne (1934)

Vocaal
- "Les roses de Saadi" voor sopraan en piano (1919) op tekst van Marceline Desbordes-Valmore
- "Cétait un soir de féeries" voor sopraan en piano (1920) op tekst van Francis Viélé-Griffin
- "Chant d'automne" voor sopraan en piano (1920) op een gedicht van Charles Baudelaire
- Twee gedichten van Emile Verhaeren voor mezzo-sopraan en strijkkwartet (1923)
- Horoscoop voor sopraan en piano (1926) op tekst van Francis James
- "Trois poèmes" voor mezzo-sopraan en piano (1928) op tekst van Edgar Allan Poe in een Franse vertaling door Stéphane Mallarmé
- "Eldorado" voor sopraan en mezzosopraan en orkest (1928), eveneens op tekst van Edgar Allan Poe in een Franse vertaling door Stéphane Mallarmé
- "Prière pour avoir une femme simple" voor  tenor en piano of orkest (1934) op tekst van Francis James
- Mirliton voor sopraan en piano (1934), op tekst van  Tristan Corbière

## Discografie
De meeste van zijn vocale werken werden door sopraan Laure Delcampe, Marie Lenormand mezzo-sopraan, Martial Defontaine tenor, Lionel Bams piano op CD gezet in 2011 bij uitgeverij Cypres Records.
- Bibliothèque nationale de France: cb13895437g (data)
- Gemeinsame Normdatei: 134684354
- International Standard Name Identifier: 0000 0000 8171 1816
- Library of Congress Control Number: n82099746
- MusicBrainz: 050948ab-4d39-4113-af5b-cf2aed461ed8
- Nationale Bibliotheek van Tsjechië: jo20241243671
- Nationale Bibliotheek van Israël: 987007283665905171
- Nederlandse Thesaurus van Auteursnamen: 104772514
- SNAC: w68s4pwp
- Système universitaire de documentation: 160222354
- Virtual International Authority File: 102484742
- WorldCat: E39PBJfx9bBxFcYD4kMxM34g8C